# Episodi di Alice Nevers - Professione giudice (settima stagione)
La settima stagione della serie televisiva Alice Nevers - Professione giudice è composta da cinque episodi di circa 52 minuti, trasmessi per la prima volta da TF1 dal 4 all'11 giugno 2009.
In Italia è stata trasmessa su Rai 1 soltanto per tre episodi dal 24 luglio al 17 luglio 2009.
| nº | Titolo originale | Titolo italiano   | Prima TV Francia | Prima TV Italia |
| -- | ---------------- | ----------------- | ---------------- | --------------- |
| 1  | Faute d'ADN      | Test di paternità | 4 giugno 2009    | 24 luglio 2009  |
| 2  | L'homme en blanc | L'uomo in bianco  | 4 giugno 2009    |                 |
| 3  | Princesse        | La principessa    | 4 giugno 2009    | 17 luglio 2009  |
| 4  | La menace        | La minaccia       | 11 giugno 2009   | 17 luglio 2009  |
| 5  | Sous X           | Il figlio perduto | 11 giugno 2009   |                 |

## Test di paternità
- Titolo originale: Faute d'ADN
- Diretto da: Denis Amar
- Scritto da: Marie-Alice Gadéa, Jean-Marc Auclair e Rene Manzor

### Trama
Un direttore di un laboratorio di analisi del DNA, viene ucciso e allo stesso tempo, la sua compagna ha un incidente stradale. Non é un caso, perché i freni sono stati sabotati. Alice e gli investigatori sono interessati ad un giornalista di Paris-Press che ha minacciato una delle vittime poco prima che morissero entrambi. Da parte sua, Alice è incinta del suo amico d'infanzia da sempre innamorato di lei e che era stato arrestato proprio da quest'ultima.

## L'uomo in bianco
- Titolo originale: L'homme en blanc
- Diretto da: Denis Amar
- Scritto da: Laurent Blin, Akima Seghir e René Manzor

### Trama
Un medico viene ritrovato morto in una foresta con l'arma usata nella Seconda Guerra Mondiale in mano, l'arma è stata utilizzata e il proiettile è stato trovato nel muro dello studio di un rinomato ginecologo-ostetrico. La moglie della vittima ha accusato il medico di aver commesso un errore medico durante il parto che ha portato alla morte del bambino.

## La principessa
- Titolo originale: Princess
- Diretto da: Olivier Barma
- Scritto da: Mathias Gavarry

### Trama
Una modella vince un concorso per mini-miss e poco dopo muore avvelenata. Alice e Marquand scoprono che dietro il luccichio si nasconde un universo spietato, ma scoprono che la vittima era odiata da altri concorrenti.

## La minaccia
- Titolo originale: La menace
- Diretto da: Olivier Barma
- Scritto da: Alain Patetta e Isabelle Le Monnier

### Trama
Un gendarme viene investito da un'auto durante il posto di blocco, e l'immatricolazione del veicolo consente a risalire ad un ricercatore di un laboratorio autorizzato a manipolare sostanze biochimiche molto tossiche. Alice e Marquand scoprono che il ricercatore è scomparso con sei fiale di un virus estremamente pericoloso. Sospettando di un attacco terroristico, il DST riprende le indagini.

## Il figlio perduto
- Titolo originale: Sous X
- Diretto da: Denis Amar
- Scritto da: Sylvie Meyer e Guy-Patrick Sainderichin

### Trama
Un giovane ebanista viene ucciso da un colpo di fucile in un terreno abbandonato, ma all'annuncio della cattiva notizia, sua moglie incinta dà alla luce ad un bambino che le viene subito tolto. Alice e Marquand scoprono che il bambino è nato sotto X.